# Angourie
Angourie är en by (locality) i Clarence Valley Council i New South Wales i Australien. Folkmängden uppgick till 184 år 2011.

### Befolkningsutvecklingskällor
- Australian Bureau of Statistics. ”2006 Census QuickStats : Angourie (State Suburb)” (på engelska). http://www.censusdata.abs.gov.au/ABSNavigation/prenav/ProductSelect?newproducttype=QuickStats&btnSelectProduct=View+QuickStats+%3E&collection=Census&period=2006&areacode=SSC16059&geography=&method=&productlabel=&producttype=&topic=&navmapdisplayed=true&javascript=true&breadcrumb=LP&topholder=0&leftholder=0&currentaction=201&action=401&textversion=false. Läst 11 maj 2012.
- Australian Bureau of Statistics. ”2011 Census QuickStats: Angourie” (på engelska). http://www.censusdata.abs.gov.au/census_services/getproduct/census/2011/quickstat/SSC10037?opendocument&navpos=220. Läst 3 augusti 2012.